# 蘇奧耶爾維區

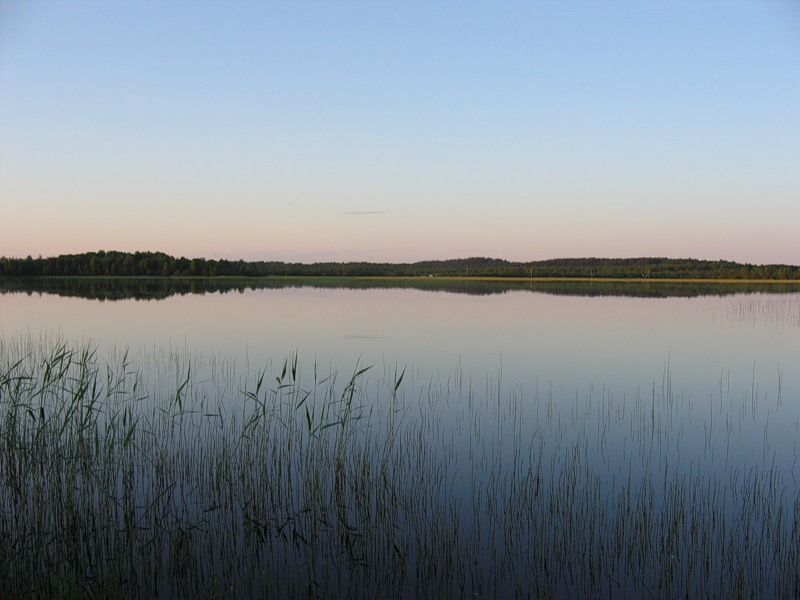

62°05′N 32°22′E / 62.083°N 32.367°E
蘇奧耶爾維區（俄语：Суоярвский район），是俄羅斯的一個區，位於該國西北部，由卡累利阿共和國負責管轄，面積13,731平方公里，2010年人口18,814，人口密度每平方公里1.37人。